# Бериллонит
Бериллони́т — редкий минерал класса фосфатов, фосфат натрия и бериллия. Название дано по составу минерала, в который входит бериллий.
Кристаллы короткопризматические, двупреломление −0,009, дисперсия 0,010, плеохроизм не наблюдается, люминесценция отсутствует, спектр поглощения не интерпретируется.
Состав: 24,41 % оксид натрия (Na2O); 19,7 % оксид бериллия (BeO) и 55,89 % пентаоксид фосфора (P2O5).
Месторождения известны в США (штат Мэн), в Зимбабве и Финляндии. Часто встречается вместе с апатитом, бериллом, дымчатым кварцем.
Бериллонит можно спутать со многими бесцветными минералами или стеклом.
Огранённые кристаллы могут достигать массы 5 каратов. Из-за большой хрупкости используется редко.